# Јован Мистакон
Јован, звани Мистакон, „бркати“, (фл. 580–590),  је био истакнути источноримски ( византијски) генерал у ратовима са Сасанидском Персијом за време владавине византијских царева Тиберија II (р. 578–582) и Маврикија (р. 582–602).

## Биографија
Рођени Трачанин, Јован се први пут појављује у историји као генерал у римској Јерменији 579. године, заједно са Куром. Ако у то време већ није био на положају магистер милитум пер Јермен, био је уздигнут у тај ранг 582. године, када га је новокрунисани цар Маврикије назвао магистер милитум пер Ориентем .  Убрзо након тога, вероватно у јесен 582, водио је велику битку са Сасанидским Персијанцима под Кардариганом у близини ушћа река Нимфијус (савремени Батман ) у Тигар . У овој бици Џон је командовао центром, док је његов стари колега Кур командовао десним, а генерал Ариулф левим крилом. У почетку је битка ишла добро, центар и левица су гурнули Персијанце назад, али Кур није наставио, наводно због његове љубоморе на Јована, због чега се источноримска војска повукла у поразу.  После још једног пораза током неуспешне опсаде тврђаве Абас, заменио га је (крајем 583.) Филипик . 
Године 587. накратко му је поверено командовање у Тракији против Авара након њиховог пораза и заробљавања локалног заповедника Каста. Јован је успешно ослободио аварске опсаде Адријанопоља након што их је победио у бици, али је одбио да их гони из опреза.  До 589. поново је командовао у Јерменији као магистер милитум, положај који је обављао све до неколико година након мира са Персијом 591. године, када га је сменио Ираклије Старији. Отприлике у исто време уздигнут је у чин патриција .  Он је 589. године опседао јерменску престоницу Двин, али је напустио опсаду када је чуо за побуну генерала Бахрама Чобина против персијског шаха, Хормизда IV (р. 579–590). Искористивши персијске сукобе, упао је у Азербејџан који су држали Персијанци, одневши много плена и много заробљеника.  Године 591. учествовао је у заједничком римско-персијском походу под Нарзесом да врати Хозороја II (р. 590–628), законитог персијског владара, на свој престо. На челу својих јерменских трупа, борио се у одлучујућој бици код Бларатона, која је означила коначни пораз узурпатора Бахрама. 